# Жаба-повитуха
Жаба-повитуха, или обыкновенная жаба-повитуха, или обыкновенная повитуха (лат. Alytes obstetricans) — вид бесхвостых земноводных из семейства круглоязычных.

## Описание
Общая длина достигает 4—5 см, вес 9—10 г. Наблюдается половой диморфизм: самки крупнее самцов. Голова среднего размера, глаза навыкате с вертикальными зрачками. Язык очень толстый, не выбрасывается из ротовой полости. Туловище мускулистое, кожа с мелкими бородавками и содержит яд. Окраска спины серая. Нижняя сторона конечностей, горло и брюхо оливковые, коричневые или желтоватые с небольшими тёмными крапинками. Околоушные железы слабо выражены. Задние конечности небольшие. Самцы лишены горловых резонаторов.

## Образ жизни
Обитает на холмистой или гористой местности. Предпочитает меловые почвы, появляется на старых каменоломнях. В некоторых районах Франции живёт в дюнах на морском побережье. Встречается на высотах до 1600—2400 м над уровнем моря. Днём сидит в укрытиях под камнями, стволами деревьев либо в собственных норах или норах грызунов. Ночью выходит на охоту. Влажными вечерами может охотиться далеко от своих укрытий. Питается жуками, сверчками, клопами, гусеницами, мухами, многоножками.
В состоянии раздражения или при нападении врага выделяет ядовитую жидкость с сильным запахом. Это средство самозащиты является настолько эффективным, что заставляет любого хищника прекратить атаку. Благодаря данной особенности у жабы-повитухи практически нет биологических врагов: её яд отпугивает не только наземных хищников, но и рыб. В организме содержится столько яда, что уж, проглотивший жабу, погибает через несколько часов.
Продолжительность жизни до 5 лет.

## Размножение

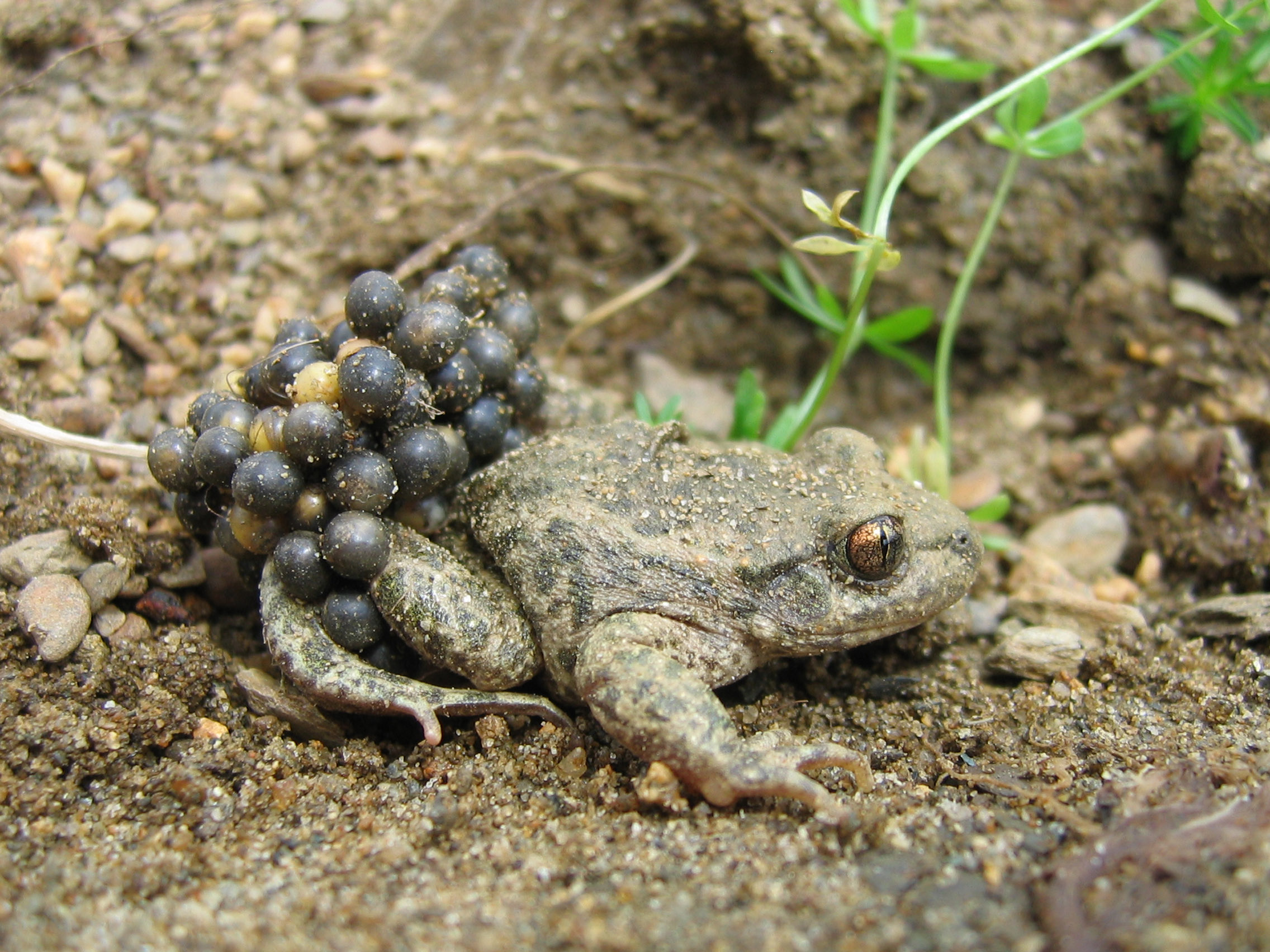
Самец с икрой

Половая зрелость наступает в 1—1,5 года. Брачный период начинается в марте. Ночью самцы звонко поют, привлекая самок, за которых они яростно сражаются. Самки выбрасывают шнуры с икрой (до 54 штук в каждом шнуре), которую самцы оплодотворяют.
Заботу об икре на себя берёт самец, который носит яйца обмотав вокруг своих задних лапок до тех пор, пока из них не вылупятся головастики. Иногда самка откладывает икру несколько раз. Случается также, что самец оплодотворяет икру двух или трёх самок и носит все яйца на себе, поддерживая их во влажном состоянии. Незадолго до появления головастиков самец входит в водоём и погружает заднюю часть тела в воду. В это время головастики выходят из яиц. Развитие головастиков заканчивается в конце июля — начале октября, но иногда головастики зимуют, превращаясь в жаб весной.

## Распространение
Ареал охватывает север Португалии, север и восток Испании, Францию, Бельгию, Люксембург, некоторые районы южных Нидерландов, западной Германии, северной Швейцарии. Обыкновенная жаба-повитуха дважды случайно ввозилась в Англию вместе с грузом растений. Сейчас она живёт в графствах Бедфордшир и Йоркшир.

## Угрозы и охрана
Естественных врагов в природе почти нет. Вид занесён в Красную Книгу МСОП как «вызывающий наименьшие опасения», но численность может падать из-за появления человека в местах обитания жаб, из-за осушения и загрязнения естественных водоёмов.

## Галерея

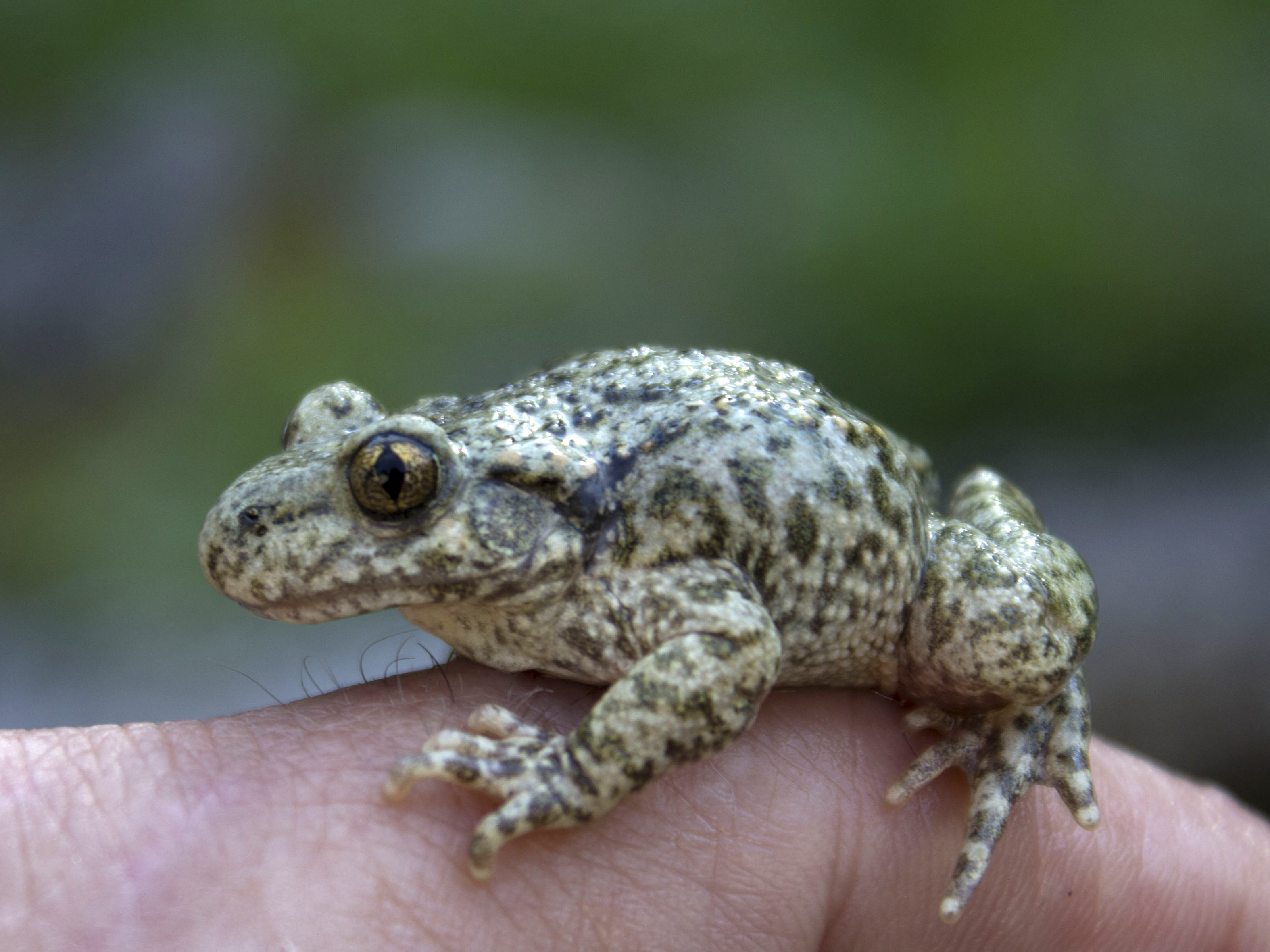
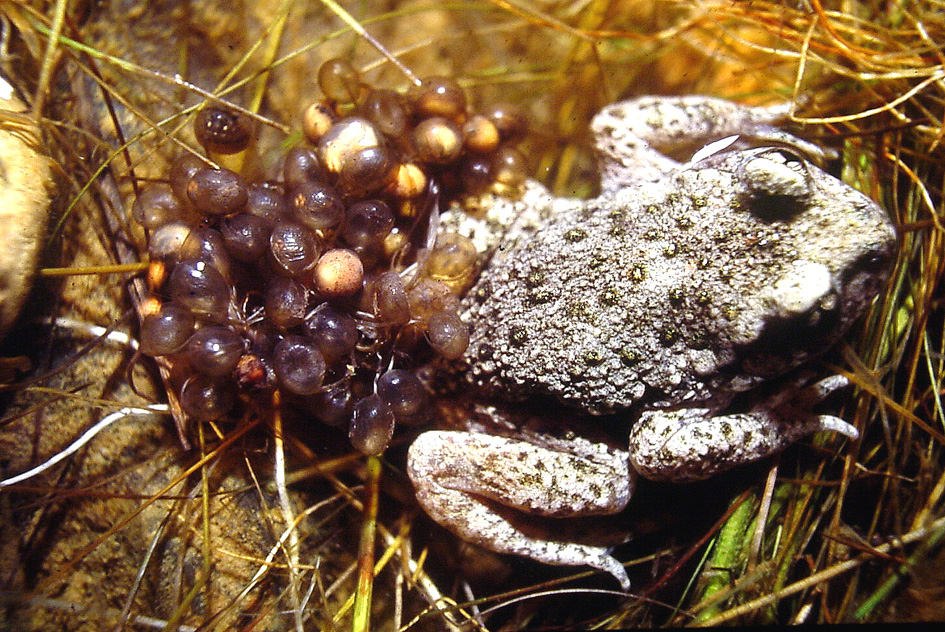
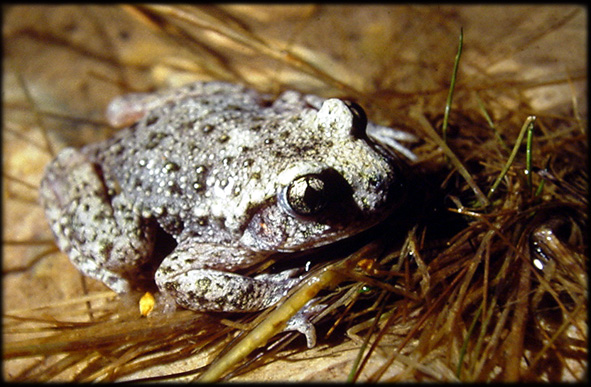
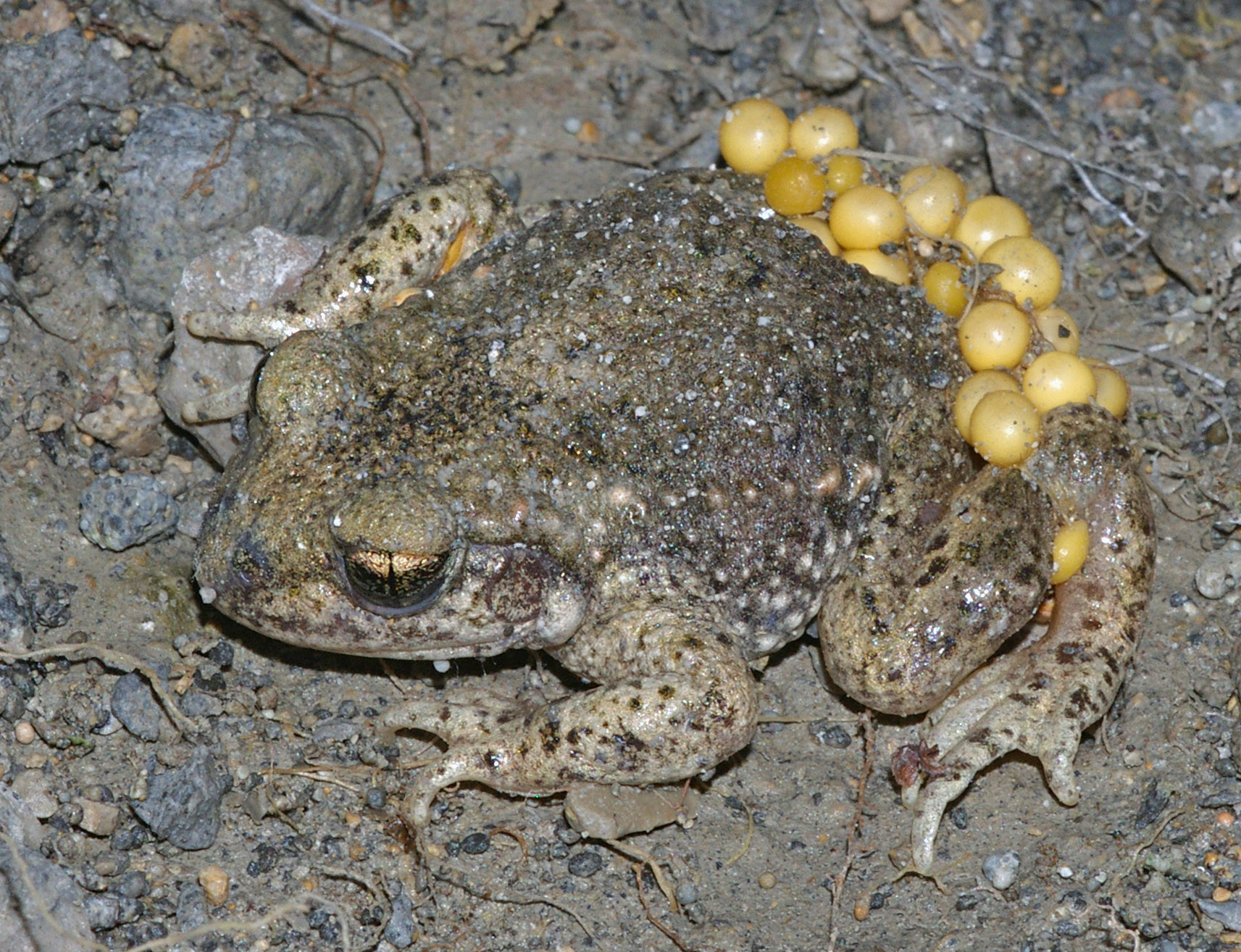